# Caviodon
Caviodon és un gènere extint de mamífers rosegadors de la família dels càvids (o, segons altres classificacions, dels hidroquèrids) que visqueren a Sud-amèrica des del Miocè superior fins al Pliocè superior, fa entre 3 i 9 milions d'anys. Se n'han trobat restes fòssils a l'Argentina, Bolívia, el Brasil i Veneçuela. Eren animals terrestres i herbívors. Tot i que originalment fou descrit a partir d'un únic queixal, des d'aleshores se n'ha trobat abundant material que en fa el gènere més divers de la subfamília dels cardiomins. Estaven relacionats amb el capibara d'avui en dia, tot i que eren més petits. El nom genèric Caviodon significa 'dent de cobai'.